# Stokesosaure
El stokesosaure (Stokesosaurus) és un gènere de petit tiranosaure primitiu que va viure al Juràssic superior en el que actualment és Utah i Anglaterra. Va ser anomenat en referència al geòleg de Utah William Lee Stokes. S'han recuperat restes fòssils possiblement atribuïbles al stokesosaure de la zona estratigràfica 2. de la formació de Morrison.